# Kleine Königslibelle
Die Kleine Königslibelle (Anax parthenope) ist eine Libellenart aus der Familie der Edellibellen (Aeshnidae), welche der Unterordnung der Großlibellen (Anisoptera) angehören. Königslibellen gehören mit zu den größten in Mitteleuropa beheimateten Libellen.

## Merkmale

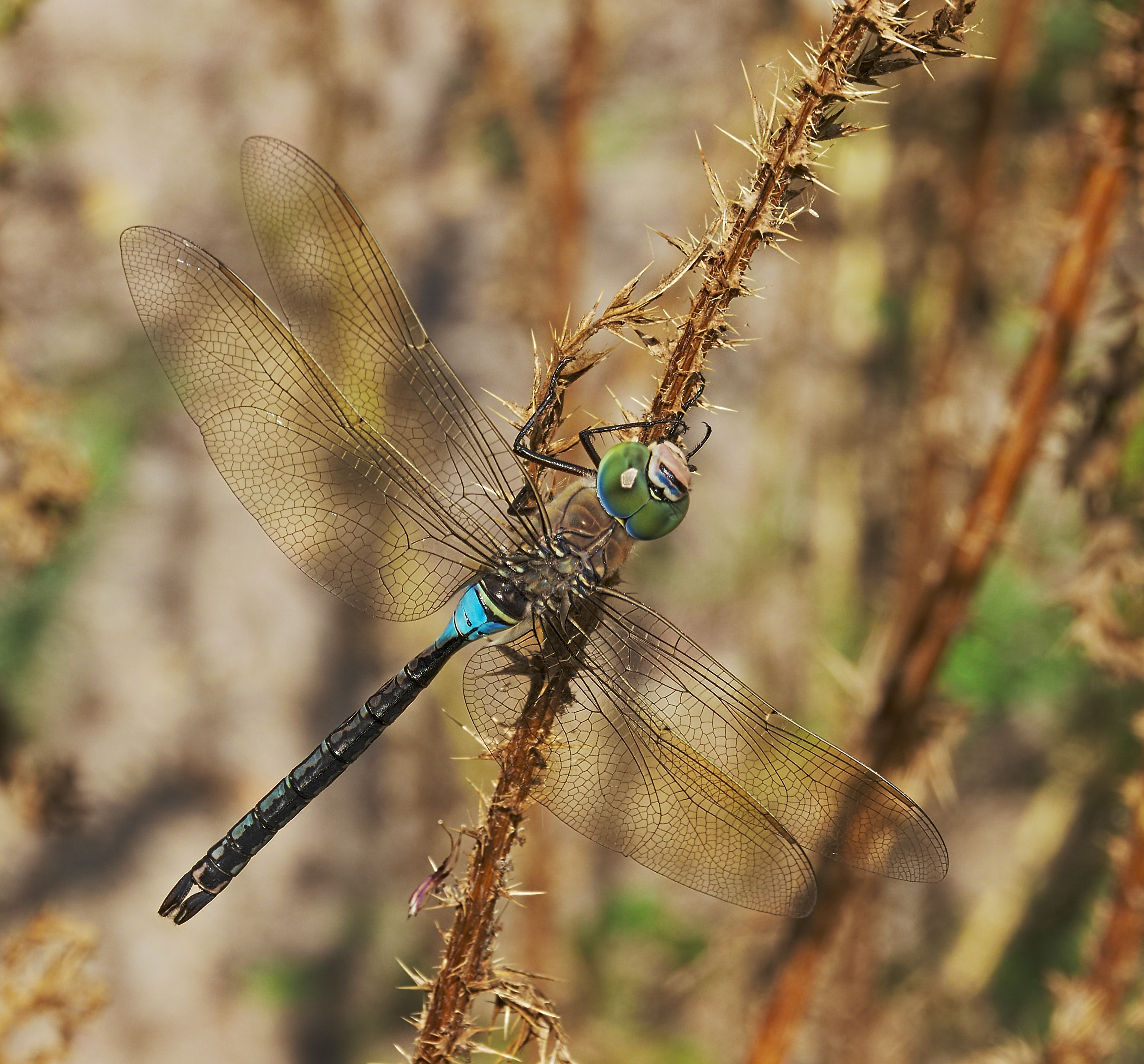
Junges Männchen

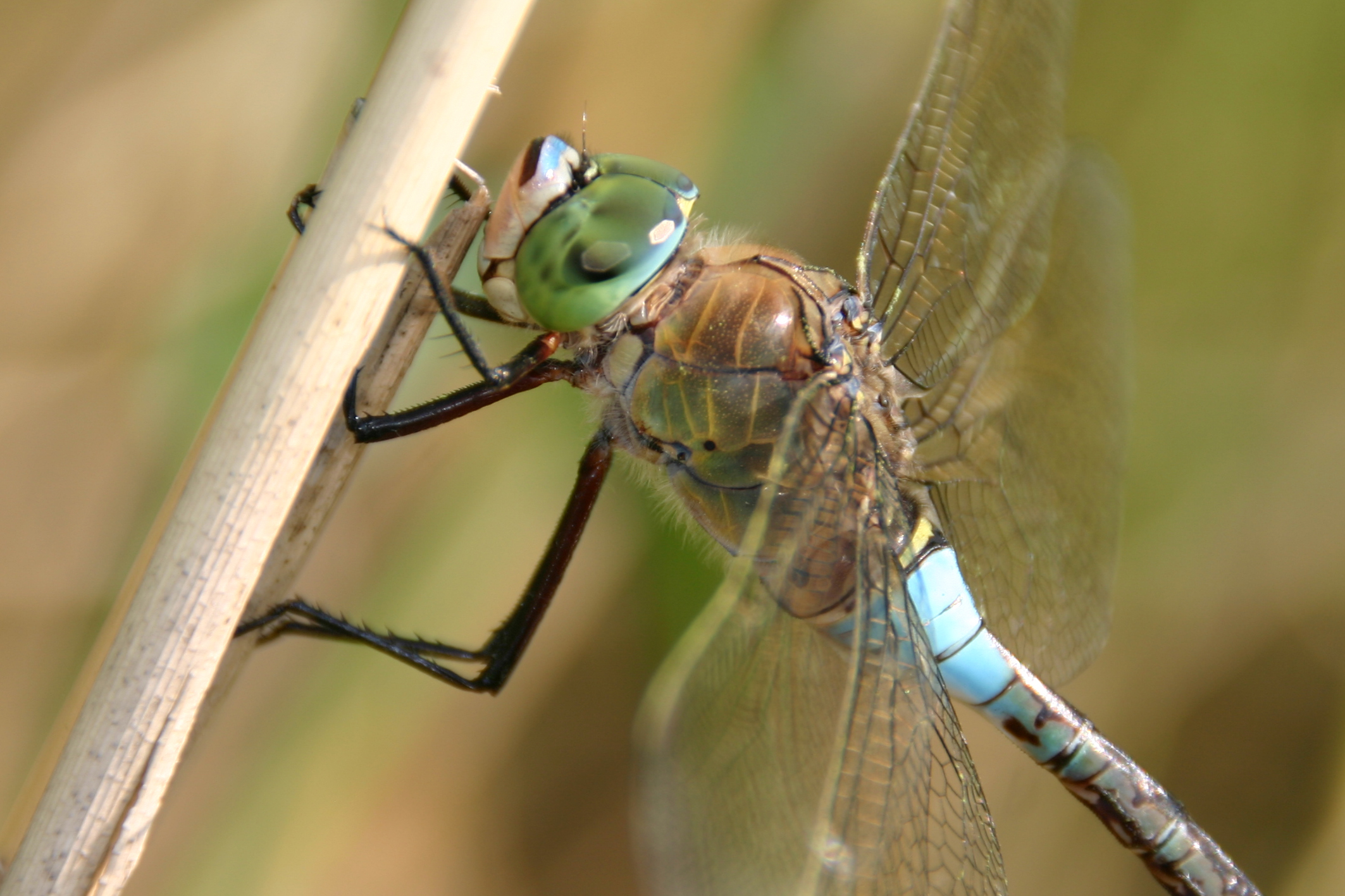
Vordere Seitenansicht bei einem Männchen

Die Kleine Königslibelle erreicht Flügelspannweiten von 9,5 bis 11 Zentimetern. Die grünen Augen kontrastieren mit der meist braun gefärbten Brust (Thorax). Der Hinterleib (Abdomen) weist auf Segment 2 einen gelben, schwarz gerandeten Basalring auf. Dahinter haben die Männchen einen auffällig abgesetzten hellblauen Abschnitt (Sattelfleck), der sich oben und seitlich befindet. Das übrige Abdomen ist meist bräunlich gefärbt und oberseits dunkel längsgezeichnet. Im Gegensatz dazu hat die geringfügig größere Große Königslibelle eine grüne Brust und ihr Hinterleib ist schwarz auf blauem Grund gezeichnet.

## Verbreitung
Das Verbreitungsgebiet der Kleinen Königslibelle umfasst große Teile Europas, Asiens und Nordafrikas. Es reicht von Europa nach Süden bis auf die Arabische Halbinsel und Nordafrika nördlich der Sahara sowie nach Osten bis Sibirien, Indien, China und Japan. Der bislang nördlichste Fund stammt aus der Region um Omsk in Sibirien. In Europa stammen die nördlichsten Vorkommen aus Lettland, Südschweden, Ostirland sowie den Orkney Islands nördlich von Schottland.

## Lebensweise

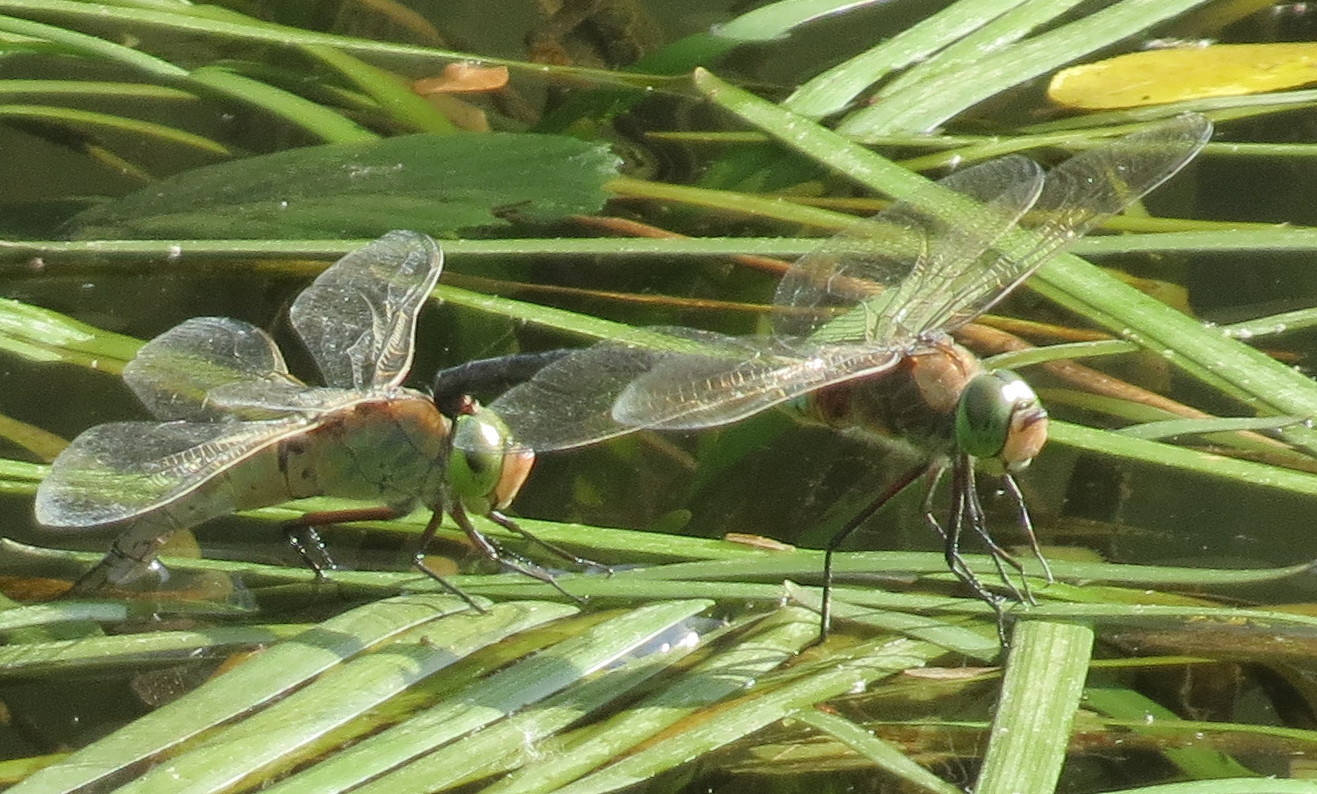
Paar bei der Eiablage

Die Kleine Königslibelle ist vor allem im Süden Europas weit verbreitet. Sie entwickelt sich in stehenden Gewässern, vor allem in größeren Weihern und Seen. In Mitteleuropa ist die Art regional auch nicht selten, so kommt sie z. B. recht häufig in den Seenplatten Nordostdeutschlands oder im Bereich der Seen des Alpenvorlandes vor. Ihre Flugzeit liegt zwischen Mai und September. Auf ihren Jagdflügen kann sie sich sehr weit vom Wasser entfernen.
Auf der Suche nach einem Weibchen fliegen die Männchen ausdauernd hoch über der Wasserfläche entlang der Uferlinie und auch in die Ufervegetation. Die Eiablage erfolgt fast immer in Tandemstellung, wobei das Weibchen die Eier in lebende oder abgestorbene Pflanzenteile einsticht.
Die Larvenentwicklung dauert in Mitteleuropa zwei Jahre, in den wärmeren Gewässern Südeuropas nur ein Jahr.

## Systematik
Die Kleine Königslibelle ist eine eigenständige Art der Gattung Anax innerhalb der Edellibellen (Aeschnidae). Sie wurde 1839 von dem französischen Naturforscher Edmond de Selys-Longchamps wissenschaftlich beschrieben.

## Gefährdung
Die Kleine Königslibelle ist in der Roten Liste der IUCN als nicht gefährdet („least concern“) gelistet. Begründet wird die Einordnung mit dem sehr großen Verbreitungsgebiet und dem Fehlen bestandsgefährdender Risiken für die Art. Auch in der aktuellen Roten Liste Deutschlands wird die Art trotz regionaler Seltenheit – insbesondere außerhalb der Tieflandregionen – insgesamt als ungefährdet betrachtet.

## Belege
1. 1 2 3 4  Gerhard Jurzitza: Der Kosmos-Libellenführer. Franckh-Kosmos Verlag, Stuttgart 2000, ISBN 3-440-08402-7.
2. 1 2 3  Anax parthenope in der Roten Liste gefährdeter Arten der IUCN 2018. Eingestellt von: A. Mitra, V. Clausnitzer, 2010. Abgerufen am 17. Mai 2020.
3. ↑  J. Ott, K.-J. Conze, A. Günther, M. Lohr, R. Mauersberger, H.-J. Rohland & F. Suhling: Rote Liste und Gesamtartenliste der Libellen Deutschlands mit Analyse der Verantwortlichkeit, dritte Fassung, Stand Anfang 2012 (Odonata). Libellula Supplement 14, 2015: 395–422.